# Брахими, Мохамед
Мохамед Брахими (фр. Mohamed Brahimi; род. 17 сентября 1998, Сент-Этьен) — французский футболист, полузащитник клуба «Факел».

## Клубная карьера
Брахими начал свою карьеру в «Воль-ан-Велен», а затем переехал в Болгарию и в сезоне 2020/21 присоединился к софийской команде «Царско село». В марте 2021 года перешёл в команду Второй болгарской лиги «Нефтохимик» и оказал решающее влияние на сохранение команды в лиге. Его игра позволила ему вернуться в футбол высшего уровня, подписав контракт с заработавшей повышение в классе командой «Пирин» (Благоевград) в июне 2021 года.
12 января 2022 года перешёл в «Ботев» (Пловдив).
3 февраля 2023 года на правах аренды перешёл в клуб Российской премьер-лиги — воронежский «Факел». 30 июня 2023 года в связи с окончанием срока аренды футболист вернулся в «Ботев». В сезоне 2022/23 провёл 15 матчей за воронежскую команду, в которых оформил одну результативную передачу. 3 августа 2023 года перенёс операцию на передней крестообразной связке колена.
18 июня 2024 года Брахими на правах свободного агента вернулся в «Факел», подписав долгосрочный контракт.